# Droga krajowa B245a (Niemcy)
Droga krajowa 245a (niem. Bundesstraße 245a, B 245a) – niemiecka droga krajowa przebiegająca przez teren Niemiec z północy na południe od skrzyżowania z drogą B1 na obwodnicy Helmstedt w Dolnej Saksonii do skrzyżowania z drogą B245 w Barnebergu w Saksonii-Anhalt.

## Historia
Droga B245 przebiegała przed II. wojną światową z Halberstadt do Helmstedt. Po podziale Niemiec droga przecinała trzykrotnie granicę i została podzielona. W NRD drogę przemianowano na Fernstrasse 245 i ustalono jej przebieg z Barnebergu do Halberstadt. Fragmenty drogi w RFN zachowały oznakowanie B245. Po zjednoczeniu ten fragment przemianowano na B245a.